# Carex uncifolia
Espèce
Classification phylogénétique
Carex uncifolia est une espèce de plantes du genre Carex et de la famille des Cyperaceae.